# Hogna inominata
Hogna inominata este o specie de păianjeni din genul Hogna, familia Lycosidae. A fost descrisă pentru prima dată de Simon, 1886.
Este endemică în Thailand. Conform Catalogue of Life specia Hogna inominata nu are subspecii cunoscute.